# Baobhan-Sith
Baobhan-Sith [bɤːvɐn ʃiː] ist der schottische Begriff für eine verführerische Vampirin, die hübschen Jünglingen den Tod bringt. Sie tritt vor allem im Wald oder in der freien Natur auf. In der Gestalt eines wunderschönen, hauptsächlich, aber nicht zwingend grün gekleideten Mädchens erweckt sie keinerlei Argwohn, aber ihre Opfer saugt sie letztlich bis zum letzten Blutstropfen aus.
Die Farbe ihres Kleides weist sowohl auf ihre Verbundenheit mit dem Wald und den darin umherziehenden Naturgeistern hin als auch auf Tod und Verführung, da die Farbe Grün in Verbindung mit schönen Frauen von jeher als geheimnisvoll faszinierend und Unheil bringend zugleich galt.
Eine der vielen Sagen, die sich um die Baobhan-sith ranken, erzählt von vier Jägern, die in einer Waldlichtung übernachten. Da es kalt ist, versuchen sie sich durch Gesang und Tanz aufzuwärmen. Bald erscheinen aus dem Wald vier zauberhaft schöne Mädchen mit gelockten Haaren und grünen Kleidern, um den Jägern Gesellschaft zu leisten. Diese reagieren ausgesprochen erfreut bis auf einen, dem die Sache unheimlich ist. Er verzichtet darauf, mit den Mädchen zu tanzen und übernachtet an einem weiter entfernt liegenden Lagerplatz. Als er am nächsten Morgen zurückkommt, findet er seine Kameraden bleich und tot daliegen. Die Baobhan-Sith haben sie bis auf den letzten Blutstropfen ausgesogen.